# Río del Castor
Río del Castor är ett vattendrag i Spanien.   Det ligger i provinsen Provincia de Málaga och regionen Andalusien, i den södra delen av landet, 500 km söder om huvudstaden Madrid.